# 近江今津駅

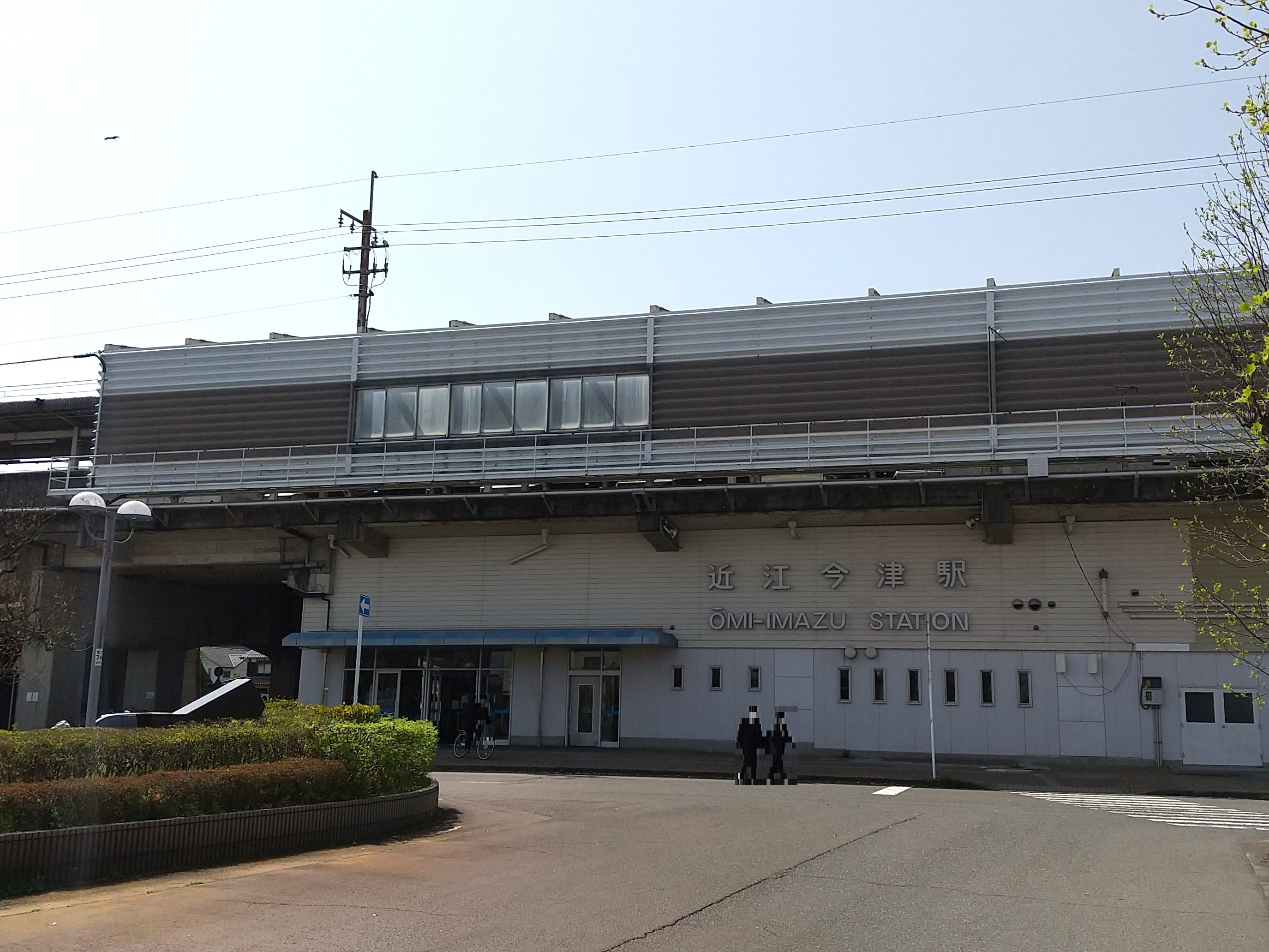
東口（2023年4月）

近江今津駅（おうみいまづえき）は、滋賀県高島市今津町名小路一丁目にある、西日本旅客鉄道（JR西日本）湖西線の駅である。駅番号はJR-B14。

## 概要
湖西地域の高島市の中心駅・主要駅で、かつて所在地付近を走っていた江若鉄道が当駅近くを終点としており、駅周辺は開業前から湖西地域の鉄道の拠点であった。
現在の湖西線においても拠点駅として機能しており、多くの列車が当駅で折り返すほか、優等列車である特急も一部が停車する。
当駅は高島市内では乗降客が最も多い駅であり、駅前からは上中・小浜方面（若狭）への西日本JRバス（若江線）が発着し、駅付近にある今津港には竹生島方面（竹生島経由で長浜港へ運航する便もある）へ向かう（琵琶湖の）遊覧船も発着する。

## 歴史
- 1974年（昭和49年）7月20日：日本国有鉄道湖西線の開通に伴い[9]、駅開業[2][10][11]。
- 1975年（昭和50年）
  - 3月10日：荷物の取り扱いを開始[12]。
  - 5月26日：第26回全国植樹祭開催に合わせて来県した、昭和天皇のお召し列車が近江今津駅 - 堅田駅間で運行[13]。
- 1984年（昭和59年）2月1日：荷物扱い廃止[12]。
- 1987年（昭和62年）4月1日：国鉄分割民営化により、西日本旅客鉄道の駅となる[14][15]。
- 2006年（平成18年）10月21日：交通系ICカード「ICOCA」の利用が可能となる[9]。ICカード専用簡易改札機で対応。
- 2009年（平成21年）7月1日：アーバンネットワーク各駅共通の施策として、終日全面禁煙となる[9]。
- 2018年（平成30年）3月17日：駅ナンバリングが導入され、使用を開始。

## 駅構造

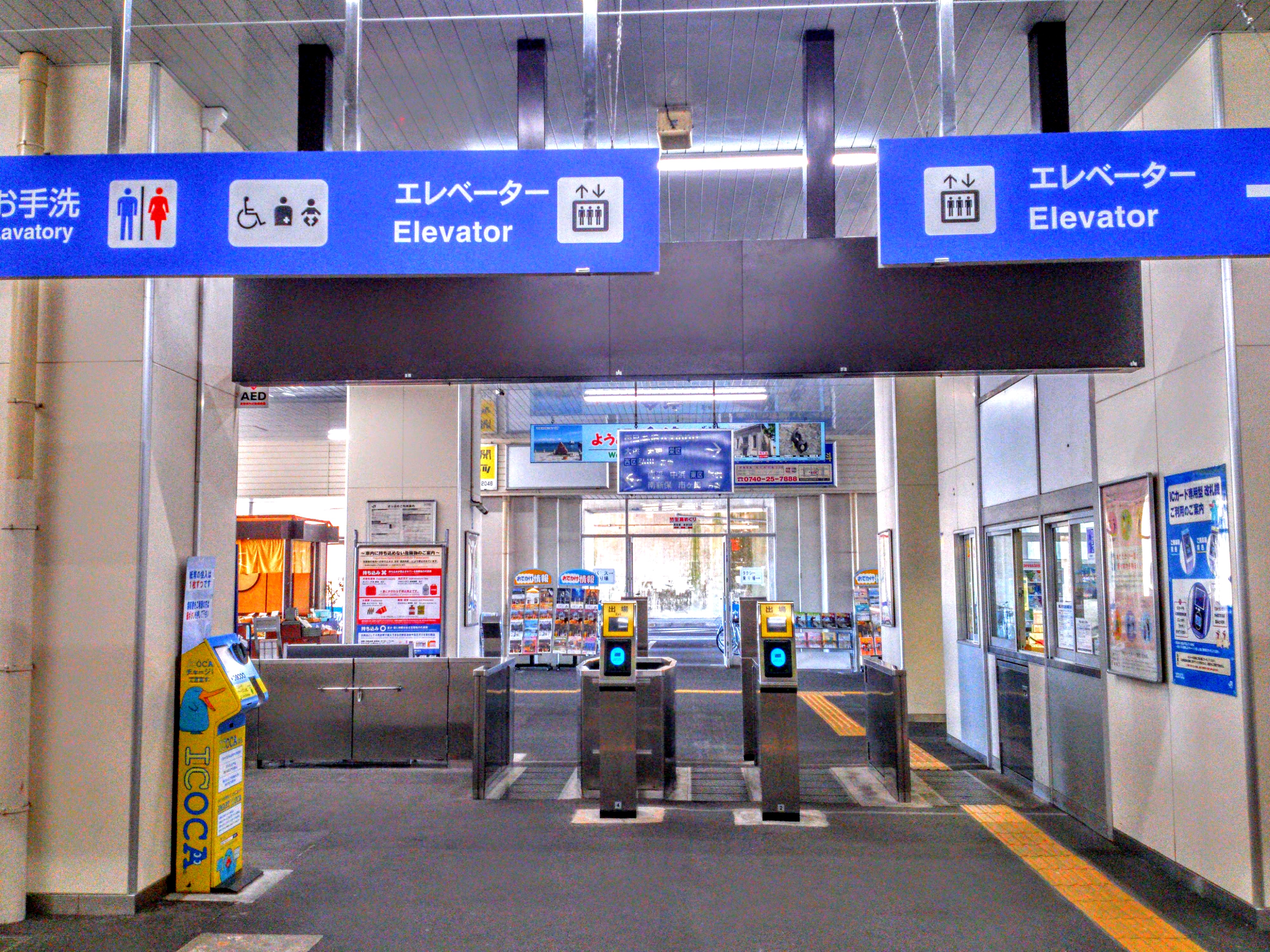
改札口（2018年9月）

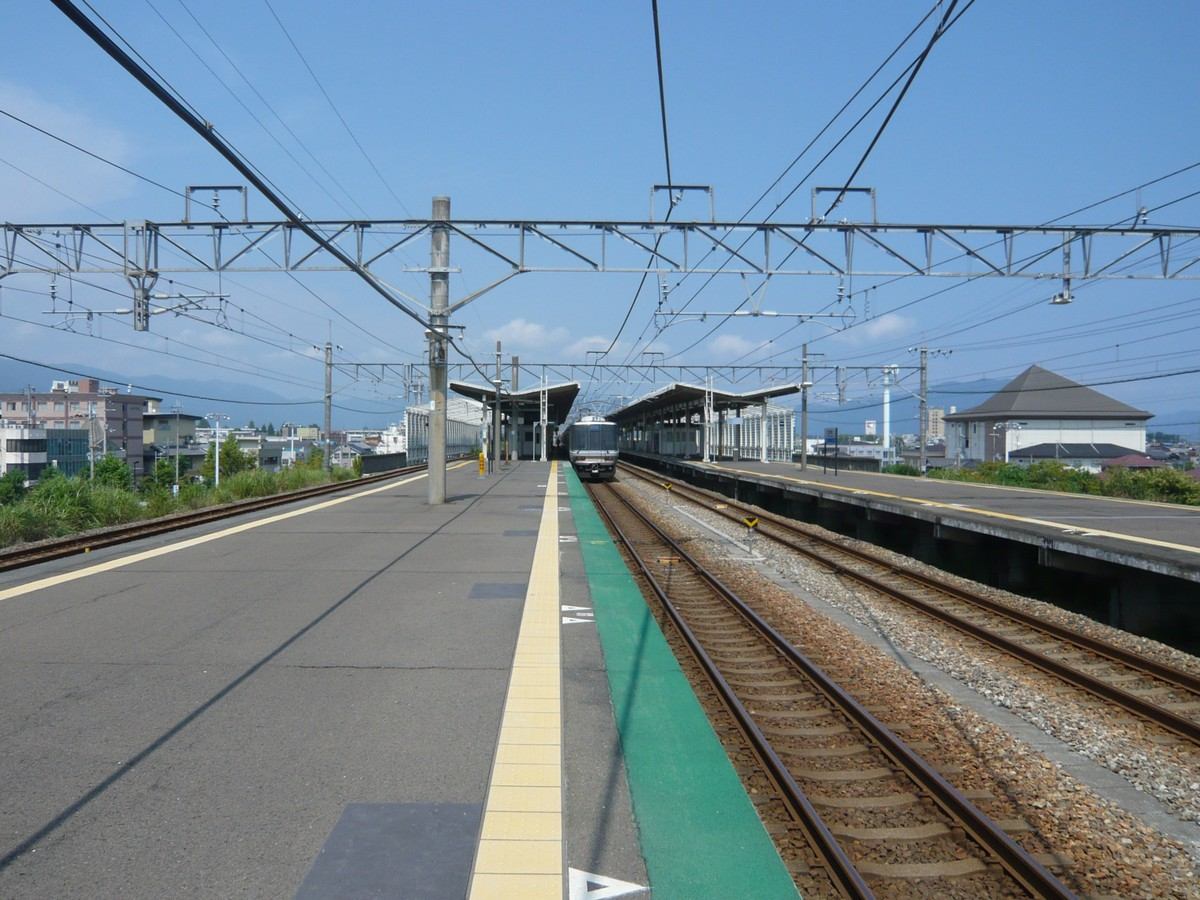
ホーム（2007年8月）

島式ホーム2面4線を持つ、待避設備を備えた高架駅であり、改札口は1か所のみ。湖西線内で2駅のみの直営駅の一つ（堅田駅の傘下の地区駅）である。
特徴
- 駅構内にはみどりの窓口・有人改札口・交通系ICカード専用簡易型自動改札機・自動券売機・屋内待合室・化粧室・発車標などが設置されている。
- 構内の南側には留置線4線が設けられ[16]、線内運用の電車の夜間留置に使用される。多雪地帯のため留置線に短い屋根があり[2]、積雪からパンタグラフを保護する。

### のりば
| のりば | 路線   | 方向 | 行先           |
| ------ | ------ | ---- | -------------- |
| 1 - 3  | 湖西線 | 下り | 永原・敦賀方面 |
| 2 - 4  | 湖西線 | 上り | 堅田・京都方面 |

線路の構成
- 1番線（ホームなし、下り待避線）
- 2番線（1番のりば、下り本線）
- 3番線（2番のりば、下り待避線）
- 4番線（3番のりば、上り待避線）
- 5番線（4番のりば、上り本線）
- 6番線（ホームなし、上り待避線）

付記事項
- 外側2線（1・4番のりば）が本線、内側2線（2・3番のりば）が待避線であり、外側2線（1・4番のりば）の外側にはホームのない待避線が1線ずつ敷かれている。
- 当駅から京都方面へ折り返す列車は2番のりば[16]を、当駅から近江塩津方面へ折り返す列車は3番のりばを使用する[2]。
- 一部列車は当駅で緩急接続を行うが、当駅始発の京都方面行き・近江塩津方面行きとの対面乗り換えはできない（特急は同一ホームで対面乗り換えをすることができる）。
- 内側2線（2・3番のりば）は両方向に出発信号機を設けているため、方向を問わずに発車することができる[16]。
- ホームの長さは320 mとなっており、15両分のホーム有効長をもつが、12両分しか使用していない。なお、使用していない部分にはフェンスが設置されたため、立ち入ることはできない。
- ホームのない待避線には、貨物列車や試運転列車[注釈 1]などが後続列車の発車・通過待ちを行うために停車することがある。
- 当駅は湖西線において近江塩津方へ折り返せる構造になっている唯一の駅である。
- 一部の列車は西日本ジェイアールバス若江線と連絡するため、このバスと連絡する列車は駅到着時にバス発車時刻のアナウンスが行われる。
- 2006年10月21日の改正で新快速が敦賀駅に乗り入れるようになり、当駅で車両の連結・切り離し作業が行われることになった[注釈 2]。車両の連結・切り離しを行う列車は上下とも3番線（2番のりば）に停車する。
- 下り列車は近江塩津・敦賀方面行きの新快速と快速のほぼすべての列車で切り離し作業が、上り列車は京都方面行きの新快速と快速のほぼすべての列車で連結作業が行われる（上下線とも、当駅発着と永原発着および一部の列車を除く）。
- 連結・切り離しが行われる列車を中心に乗務員の交代があり、連結・切り離しを行う列車は列車番号の設定変更（別列車扱い。種別表示は変えない）も行われる。

## 利用状況
高島市内では最も利用客が多い。主に京都・大阪方面への通勤通学客や、滋賀県立高島高等学校への通学生の利用もあるが、西日本ジェイアールバス若江線やマイカー利用による福井県嶺南地方の利用客も多い。2023年度の1日当たりの利用者数は3,412人。
「滋賀県統計書」によると、1日平均の乗車人員は以下の通りである。
| 年度   | 1日平均 乗車人員 | 出典        |
| ------ | ---------------- | ----------- |
| 1992年 | 3,016            | [ 統計 2 ]  |
| 1993年 | 2,998            | [ 統計 3 ]  |
| 1994年 | 2,945            | [ 統計 4 ]  |
| 1995年 | 2,935            | [ 統計 5 ]  |
| 1996年 | 3,053            | [ 統計 6 ]  |
| 1997年 | 3,029            | [ 統計 7 ]  |
| 1998年 | 2,998            | [ 統計 8 ]  |
| 1999年 | 2,928            | [ 統計 9 ]  |
| 2000年 | 2,899            | [ 統計 10 ] |
| 2001年 | 2,830            | [ 統計 11 ] |
| 2002年 | 2,799            | [ 統計 12 ] |
| 2003年 | 2,764            | [ 統計 13 ] |
| 2004年 | 2,737            | [ 統計 14 ] |
| 2005年 | 2,645            | [ 統計 15 ] |
| 2006年 | 2,616            | [ 統計 16 ] |
| 2007年 | 2,567            | [ 統計 17 ] |
| 2008年 | 2,544            | [ 統計 18 ] |
| 2009年 | 2,446            | [ 統計 19 ] |
| 2010年 | 2,353            | [ 統計 20 ] |
| 2011年 | 2,263            | [ 統計 21 ] |
| 2012年 | 2,242            | [ 統計 22 ] |
| 2013年 | 2,235            | [ 統計 23 ] |
| 2014年 | 2,162            | [ 統計 24 ] |
| 2015年 | 2,168            | [ 統計 25 ] |
| 2016年 | 2,175            | [ 統計 26 ] |
| 2017年 | 2,187            | [ 統計 27 ] |
| 2018年 | 2,102            | [ 統計 28 ] |
| 2019年 | 1,989            | [ 統計 29 ] |
| 2020年 | 1,498            | [ 統計 30 ] |
| 2021年 | 1,477            | [ 統計 31 ] |
| 2022年 | 1,661            | [ 統計 32 ] |

## 駅周辺

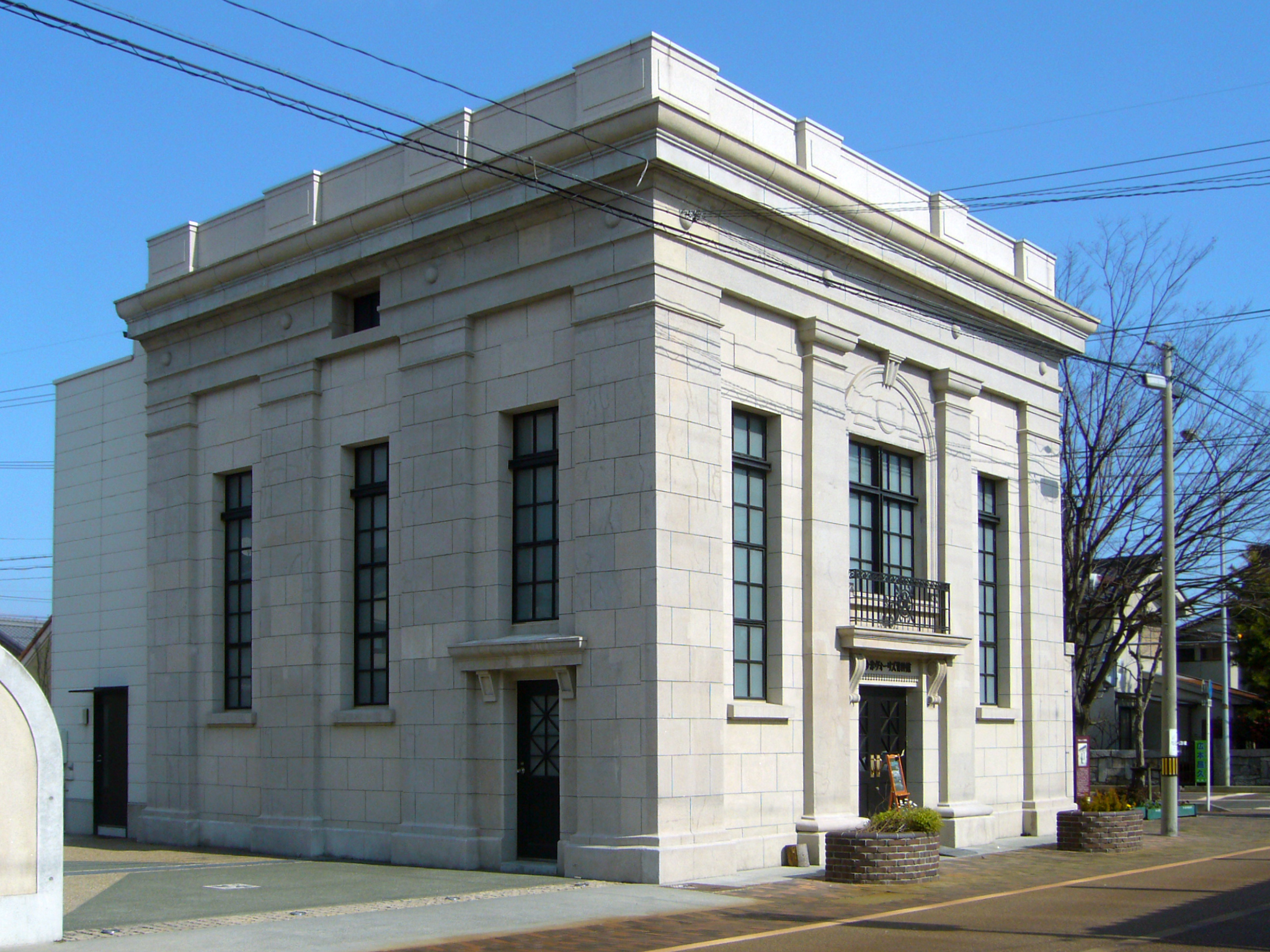
今津ヴォーリズ資料館

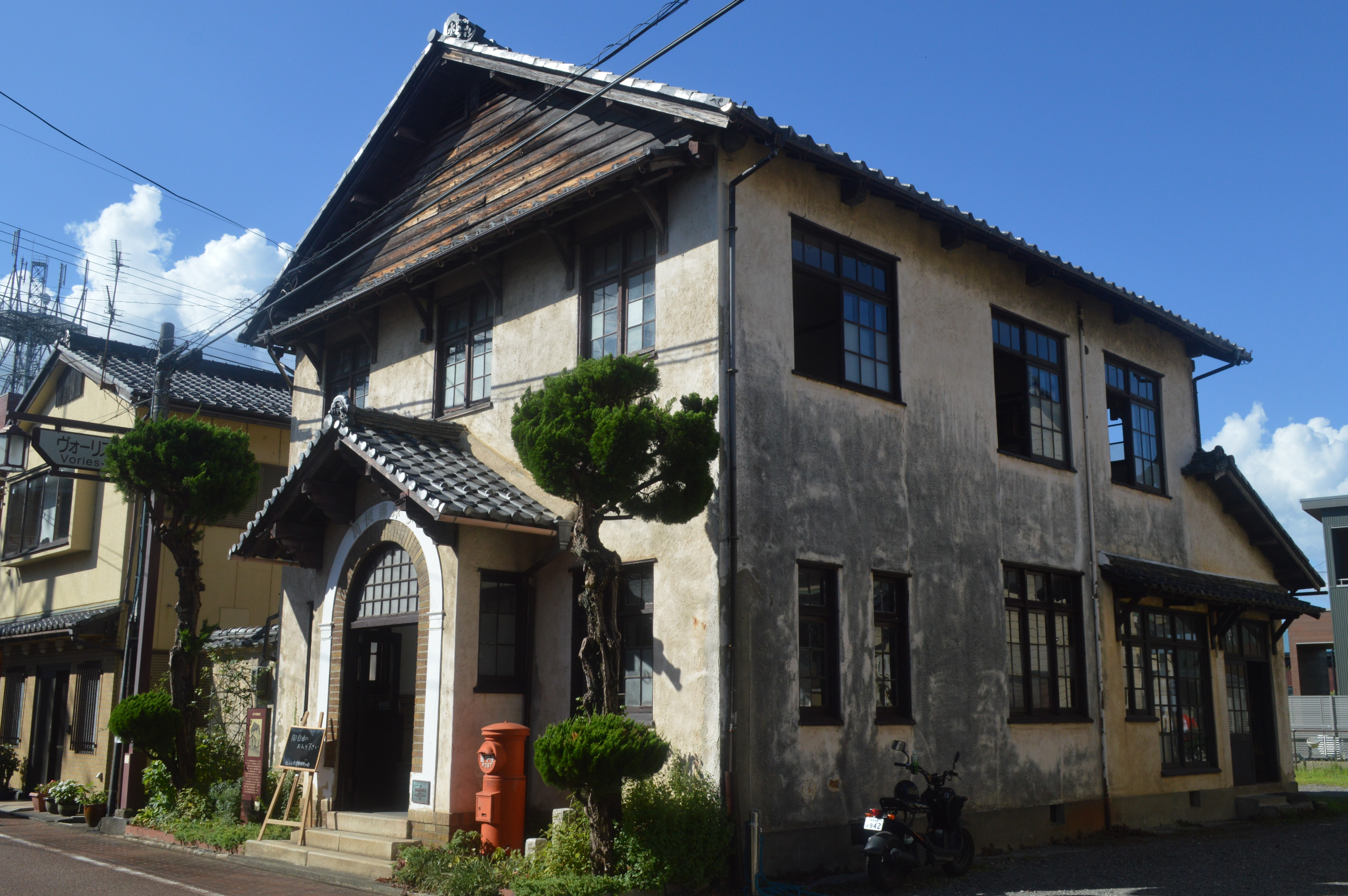
旧今津郵便局

住宅が多く建つが、公共施設や商業施設が駅の東西に点在する。湖西線の開業に際して27万 m2の土地区画整理事業が行われ、全日本建設技術協会から設計・施工の面で優秀と評価され、土地区画整理事業として全国で初の表彰を受けた。開業時には警察や消防署などの公共施設や国鉄の事務所や職員住宅が整備されていたが、地価が10倍以上に高騰したことで商店や民家はまばら状態であった。買い物客の流出を防ぐために近江今津駅前にショッピングセンターを開業させる計画があったが、地価の高騰で頓挫している。
駅西側には図書館や市営斎場があり、駅東側には総合病院・資料館・今津港・琵琶湖がある。国道161号高島バイパス・国道303号・滋賀県道291号今津停車場線は駅西側、滋賀県道333号安曇川今津線は駅東側、滋賀県道54号海津今津線は駅北側を通る。なお、国道303号・ザゼンソウ群落・陸上自衛隊今津駐屯地は駅からやや離れた所にある。

### 東口
- 今津港[20]（琵琶湖汽船 - 竹生島行き）
- 琵琶湖周航の歌資料館
- ヴォーリズ通り
  - 今津ヴォーリズ資料館
  - 日本基督教団今津教会
  - 旧今津郵便局
- 今津郵便局
- 今津税務署
- 大津家庭裁判所高島出張所
- 高島簡易裁判所
- 大津地方法務局高島出張所
- 高島市民会館
- 高島警察署
- 自衛隊滋賀地方協力本部高島地域事務所
- 西日本JRバス近江今津営業所

### 西口
- 高島市役所別館
- 高島市役所今津支所
- 滋賀県高島合同庁舎
- 滋賀県立高島高等学校
- 高島市立今津図書館
- 高島市斎場
- 西友[21] - かつては改札外で売店の営業を行っていた[22]。

## バス路線

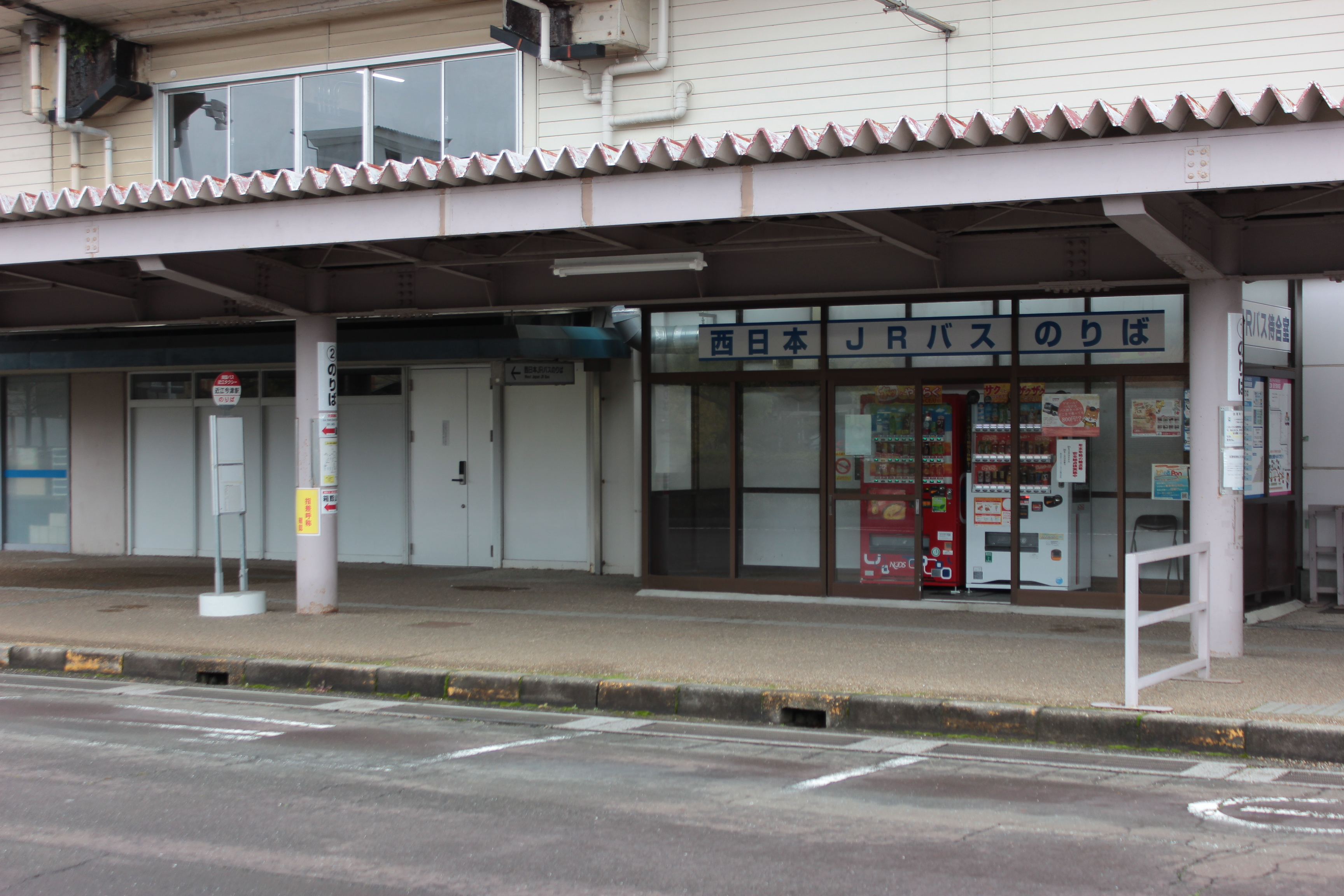
バス乗り場（2020年1月）

駅西口のロータリー内に「近江今津駅」停留所があり、下記の各路線が発着する。なお、カッコ内の事業者名はコミュニティバスの運行委託先である。
| 近江今津駅 | 近江今津駅                              | 近江今津駅                                                                   | 近江今津駅                         |
| 乗り場     | 運行事業者                              | 系統または路線名・行先                                                       | 備考                               |
| ---------- | --------------------------------------- | ---------------------------------------------------------------------------- | ---------------------------------- |
| 1          | 西日本ジェイアールバス                  | 若江線：小浜駅                                                               | おおむね1時間に1便運行             |
| 2          | 高島市コミュニティバス （湖国バス）     | 総合運動公園線：近江今津駅                                                   | 循環路線：南回りまたは北回りで運行 |
| 2          | 高島市コミュニティバス （大津第一交通） | あいあいタウン線：近江今津駅 松陽台線：近江今津駅 マキノ南西部線：近江中庄駅 | デマンドタクシー路線（要予約）     |

かつては高島市コミュニティバスの新旭西循環線が当駅に乗り入れていたが、経路見直しに伴い廃止された。

## 隣の駅
西日本旅客鉄道（JR西日本）
 湖西線
- 特急「サンダーバード」一部停車駅

■新快速・■快速・■普通
近江中庄駅 (JR-B13) - 近江今津駅 (JR-B14) - 新旭駅 (JR-B15)

### 記事本文